# تيري ريمير
تيري ريمير (بالإنجليزية: Terry Rymer)‏ هو متسابق دراجات نارية بريطاني سابق. نافس في سباقات بطولة العالم لفئة 500 سي سي. كما شارك في بطولة العالم للسوبربايك.

## روابط خارجية
- تيري ريمير على موقع MotoGP.com (الإنجليزية)
- تيري ريمير على موقع WorldSBK.com (الإنجليزية)